# 히로세촌 (후쿠시마현)
히로세촌(広瀬村)은 후쿠시마현 가와누마군에 있던 촌이다. 1955년 4월 1일 히로세촌 등 6개 정·촌이 합병하여 아이즈반게정이 신설되고 폐지되었다.

## 역사
- 1889년 4월 1일 - 정촌제 시행에 의해 9촌의 구역을 가지고 성립하였다.
- 1955년 4월 1일 - 히로세촌 및 반게정, 와카미야촌, 가나가미촌, 가와니시촌, 야와타촌 등 6개 정·촌이 합병해 아이즈반게정이 성립하여, 동일 히로세촌은 폐지되었다.

## 참고 문헌
- 角川日本地名大辞典 7 福島県